# سمنونيون

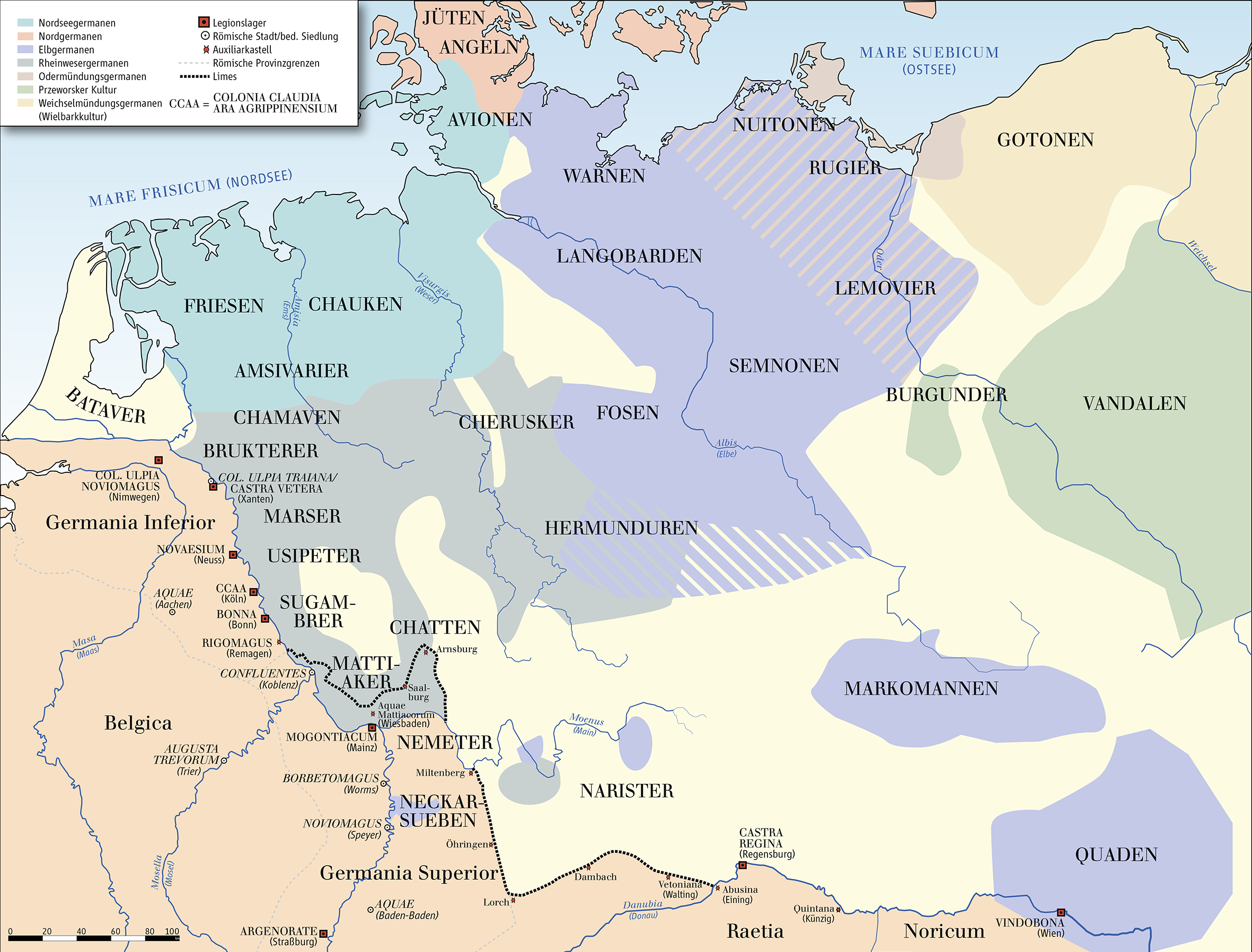

السمنونيون (بالألمانية: Semnonen) شعب جرماني عظيم و قديم من الهرمينونيين (غالبا ما يشار إليهم بالاسم العام بالسويبيين) و التي تنتمي إليها كل من الماركومانيين ، الكواديين ، الهرموندوريين اللومبارديين . عاشوا على طول نهر إلبه حتى القرن الثالث على الأقل (في ماركا براندنبورغ الحالية) ، جاورهم الشيروسكيون من الغرب ، و اللومبارديون من الشمال ، و شرقاً الوندال ، و هرموندوريون جنوباً . اعتبروا كما يذكر تاسيتوس ، أنبل و أعرق شعوب السويبيين .